# Шеріл Бун Айзекс
Шеріл Бун Айзекс (англ. Cheryl Boone Isaacs; 1949 Спрінгфілд, Массачусетс, США) — американський директор з кіномаркетингу і зв'язків з громадськістю. Представляла відділ із зв'язків з громадськістю Академії кінематографічних мистецтв і наук (AMPAS), відомої своїми щорічними преміями «Оскар»; станом на 2013 рік — в Раді керуючих AMPAS протягом 21 року. 30 липня 2013 року обрана 35-м президентом AMPAS і 11 серпня 2015 року була переобрана на другий термін, який закінчився в 2017 році. Бун-Айзекс стала першою афроамериканкою, що зайняла цей пост, і третьою жінкою (після Бетті Девіс і Фей Канін).